# 688
688 (DCLXXXVIII) fue un año bisiesto comenzado en miércoles del calendario juliano, en vigor en aquella fecha.

## Acontecimientos
- 11 de mayo: comienza el XV Concilio de Toledo.
- Comienza el reinado de Ine de Wessex.

## Nacimientos
- Jianzhen, religioso budista chino.
- Marwan II, califa omeya.

## Fallecimientos
- Wamba, rey visigodo entre 672 y 680.